# Papiro Nash

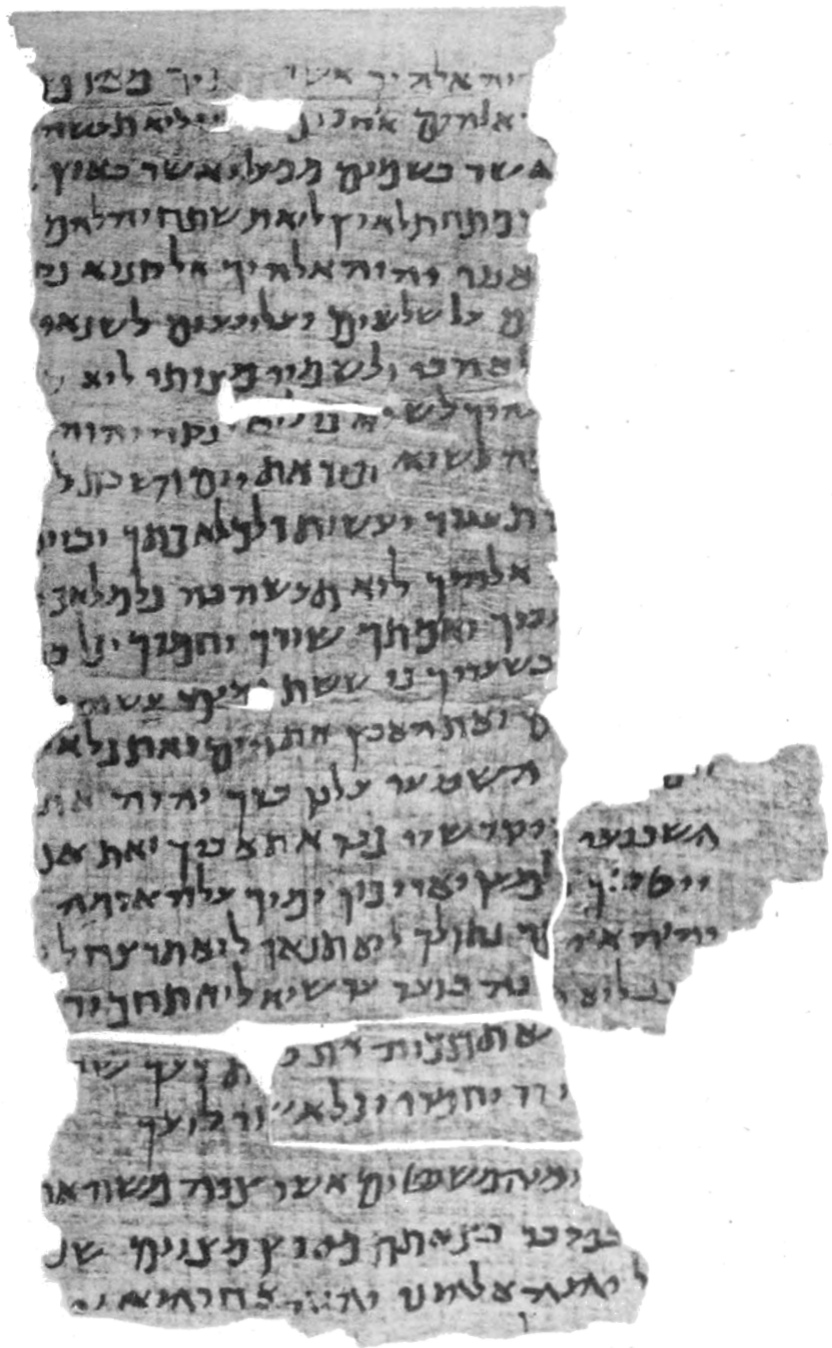
Papiro Nash

Il papiro Nash è una raccolta di quattro frammenti di papiro acquistati in Egitto nel 1898 da W. L. Nash, segretario della Society of Biblical Archaeology, e poi da lui portati alla Cambridge University Library. 

## Descrizione
Alla Cambridge University Library capirono che facevano parte dello stesso foglio, e non di un rotolo. La provenienza del papiro è sconosciuta, anche se si dice che provenga da Faiyum. Il testo fu descritto la prima volta da Stanley Arthur Cook nel 1903. Nonostante la datazione fatta da Cook (II secolo), successive rivalutazioni hanno calcolato che il papiro risalesse al 150-100 a.C. Il papiro era di gran lunga il più antico manoscritto conosciuto scritto in ebraico al tempo della sua scoperta, prima del ritrovamento dei manoscritti del Mar Morto nel 1947. 
Lungo 24 righe, con poche lettere mancanti su ogni lato, il papiro contiene i dieci comandamenti in ebraico seguiti dalla prima parte della preghiera Shemà. Il testo dei dieci comandamenti unisce una parte della versione presente nell'Esodo (20:2-17) con parte della versione del Deuteronomio (5:6-21). È curiosa l'omissione della frase "casa della schiavitù", presente in entrambe le versioni, facendo riferimento all'Egitto. Forse derivata da dove il papiro fu scritto.  
Alcune (ma non tutte) le parti prese dal Deuteronomio si trovano anche nella traduzione septuaginta dell'Esodo in greco antico della bibbia ebraica. La Septuaginta inserisce anche prima del Deuteronomio (6:4) il preambolo della Shema presente nel papiro, e saltuariamente riporta varianti in cui il papiro si differenzia dal testo masoretico standard ebraico. L'ordine nel papiro degli ultimi comandamenti (adulterio, omicidio, furto, invece di omicidio, adulterio, furto) è lo stesso di molti testi septuaginti, così come nel Nuovo Testamento (Marco 10:19, Luca 18:20, Lettera ai Romani 13:9 e Lettera di Giacomo 2:11, ma non nel vangelo secondo Matteo 19:18).
Secondo il Talmud era un tempo usanza leggere i dieci comandamenti prima di recitare il Shema. Come disse Burkitt, "è quindi ragionevole pensare che questo papiro contenesse le orazioni quotidiano di un pio egizio ebreo, che visse prima che quest'usanza finisse".
Si crede quindi che il papiro fosse un estratto di un documento liturgico, che ha volontariamente sintetizzato le due versioni dei comandamenti piuttosto che riportare direttamente le sacre scritture.  Le somiglianze col testo del Septuaginta fornisce prove che spiegano l'incredibile somiglianza del Septuaginta con una traduzione del testo ebraico del Pentateuco esistente in Egitto nel II secolo a.C., molto diverso dai testi poi raccolti e conservati dai Masoreti.